# NGC 1048
NGC 1048 è una lontana galassia lenticolare situata nella costellazione della Balena, a una distanza di circa 548 milioni di anni luce dalla nostra Via Lattea.

## Scoperta
La galassia è stata scoperta il 10 novembre 1885 dall'astronomo statunitense Lewis Swift.

## Descrizione
Il codice NGC 1048 fa in realtà riferimento a una coppia di galassie. Il database NASA/IPAC identifica NGC 1048 con PGC 10140, e PGC 10137 con NGC 1048A. Il sito SED e Seligman identificano NGC 1048A con PGC 10137 e NGC 1048B con PGC 10140, con potenziale rischio di confusione. I dati riportati in questa pagina fanno riferimento a PGC 10140. Per PGC 10137 la corrispondenza è con NGC 1048A.
Il database SIMBAD classifica NGC 1048 come galassia LINER, cioè una galassia il cui nucleo presenta uno spettro di emissione caratterizzato da larghe righe di atomi debolmente ionizzati.